# دينيس أوهير
دينيس أوهير (بالإنجليزية: Denis O'Hare)‏ (و. 1962  م) هو ممثل مسرحي، وممثل أفلام، وممثل تلفزي أمريكي، ولد في كانزاس سيتي، ميزوري.

## التعليم
تعلم في جامعة نورث وسترن، وكلية الاتصالات الجامعية الشمالية الغربية ‏.

## جوائز
حصل على جوائز منها:
- جائزة توني لأفضل ممثل في مسرحية  [لغات أخرى]‏ (2003).

## وصلات خارجية
- دينيس أوهير على موقع IMDb (الإنجليزية)
- دينيس أوهير على موقع روتن توميتوز (الإنجليزية)
- دينيس أوهير على موقع ميوزك برينز (الإنجليزية)
- دينيس أوهير على موقع تيرنر كلاسيك موفيز (الإنجليزية)
- دينيس أوهير على موقع أول موفي (الإنجليزية)
- دينيس أوهير على موقع قاعدة بيانات برودواي على الإنترنت (الإنجليزية)
- دينيس أوهير على موقع قاعدة بيانات الأفلام السويدية (السويدية)
- دينيس أوهير على موقع إن إن دي بي (الإنجليزية)
- دينيس أوهير على موقع ديسكوغز (الإنجليزية)
- دينيس أوهير على موقع قاعدة بيانات الفيلم (الإنجليزية)